# 事故の一覧
事故の一覧（じこのいちらん）は、重大あるいは深刻な事故の一覧である。

## 船舶事故
ただし、軍艦関係の事故については、軍艦の事故の項目を参照。

## 昇降機・輸送機など

### エレベーター
- 1922年（大正11年）12月31日 - 東京都中央区の日本橋三越の従業員が、貨物用運搬中エレベーターに接触し死亡。
- 1927年（昭和2年）5月19日 - 東京都千代田区にある丸ノ内ホテルの女性従業員が、乗降口から転落死。
- 1954年（昭和29年）1月 - 愛知県名古屋市中区にある丸栄百貨店のエレベーターで、客を満載して8階から下降中ドアが開き、43歳の男性客が、エレベーターのかご部分と建物に挟まれる死亡事故が発生[1]。
- 1955年（昭和30年）6月29日 - 岡山県の同和鉱業柵原鉱業所で入坑用エレベーターのワイヤーロープが断裂、4人が死亡。
- 1963年（昭和38年）9月1日 - 東京都墨田区にある同愛記念病院の患者用エレベータのドアが故障、19人が40分間にわたり閉じ込められる。
- 1966年（昭和41年）9月10日 - 神奈川県川崎市のスポーツセンターのエレベーターで小学生2人が暴れて遊んでいたことから急停止、1人が非常口から脱出を試みるも転落し重傷。
- 1976年（昭和51年）
  - 6月18日 - 愛知県名古屋市の自宅兼自社ビルでエレベーターが違った階に止まり、開いたドアから女性が転落死。
  - 6月20日 - 東京都板橋区の高島平団地で幼児2人が誤って非常停止ボタンを押して急停止、非常口から脱出を試みるが転落して1人死亡。
- 1982年（昭和57年）12月4日 - 東京都豊島区にあるサンシャイン60の展望台直通エレベーターが57階付近で突然停止、28人が1時間45分にわたり閉じ込められる。
- 1984年（昭和59年）8月8日 - 神奈川県横浜市保土ケ谷区のニチイ天王町店（現・イオン天王町店）で乗降扱い中に突然かごが作動し、乳母車を引いて降りようとした主婦1名がカゴと建物の間に挟まれ死亡。事故を起こしたエレベーターは前日に点検したばかりだったが、その後の調査で設計の不備から安全装置が作動しなかったものと判明した。事故後エレベーターは撤去されている。なお、このエレベーターはフジテック社製であった。
- 1994年（平成6年）12月7日 - 神戸市の神戸質屋協同組合会館の貨物搬送用エレベーターが2階部分で停止、手動で作動させようとしたところワイヤーが断裂し、エレベーターが1階部分まで落下。乗っていた4人のうち、3人が軽傷・1人が重傷。
- 1999年（平成11年）7月31日 - 東京都中央区日本橋馬喰町の飲食店が入居しているビルでネズミが滑車に挟まりエレベーターが停止、乗っていた70歳の女性が一晩中閉じ込められ、翌日昼ごろに救出された。
- 2004年（平成16年）10月23日 - 東京都港区にある六本木ヒルズでエレベーター6機が新潟県中越地震の長周期地震動によって損傷。
- 2006年（平成18年）6月3日 - 東京都港区にある23階建ての住宅「シティハイツ竹芝」で高校2年生がエレベーターのかご部分と建物の天井との間に挟まれる死亡事故が発生。事故が発生したエレベーターの製造元であるシンドラーエレベータのずさんな体質が明らかになり、全国的に不祥事として報道された[2]。
- 2007年（平成19年）4月 - 東京都港区にある六本木ヒルズでワイヤーロープ破断からボヤが発生。
- 2012年（平成24年）10月31日 - 石川県金沢市にあるアパホテル金沢駅前支店で、清掃作業員の女性が、かご部分とエレベーター床に挟まれ死亡。このエレベーターは2006年に事故を起こしたシンドラー社製であった。
- 2022年（令和4年）3月31日 - 東京都中央区銀座にある建設中のビルで工事用のエレベーターが10階から地上に落下し、中にいた男性作業員が死亡。

### エスカレーター
- 1957年（昭和32年）7月28日、8月1日 - 東京都台東区にある上野松坂屋のエスカレーターのステップがつかえて縦に断裂、けが人はなし。
- 1963年（昭和38年）3月11日 - 神奈川県横浜市中区にある氷川丸の船内エスカレーターで右側手すりだけが停止、見学中の中学生19人が将棋倒しとなり負傷。
- 1966年（昭和41年）
  - 3月21日 - 岡山市のスーパーマーケットのエスカレーターで、4歳の幼児が転んだはずみで服を巻き込まれ首の骨を折って死亡。
  - 6月1日 - 東京都大田区の蒲田駅ビルのエスカレーターが点検・清掃中に急作動、作業員1人がステップに首を挟まれて死亡。
- 1968年（昭和43年）4月14日 - 大阪府大阪市住之江区にある大阪国際見本市会場で展示中の東芝製エスカレーターが突然停止して逆方向に作動、7人が負傷。
- 1973年（昭和48年）1月12日 - 東京都板橋区にあるイトーヨーカドー上板橋店のエスカレーターで幼児がベルトと床の間の隙間に首を挟まれ、一時重体。
- 1984年（昭和59年）12月7日 - 東京都営団地下鉄有楽町線飯田橋駅の地上出口エスカレーターでベルトが急停止、ステップは作動したため乗っていた小学生ら28人が転倒し負傷。
- 1989年（平成元年）7月18日 - 名古屋市で開催されていた世界デザイン博覧会のメイン会場白鳥センチュリープラザでエスカレーターの手すり部が停止し、博覧会に見学に来た小学生36人が転倒・負傷。翌日にも事故を起こしたエスカレーターが再び停止し、主催者側は20日から2日間かけて会場内の全エスカレーターを停止し検査する事態になった。
- 2008年（平成20年）
  - 5月9日 - 愛知県名古屋市中区の名古屋市営地下鉄の久屋大通駅で、エスカレーターが急停止して14人が負傷。
  - 8月3日 - 東京都江東区有明の東京国際展示場で、ワンダーフェスティバル開催中に西ホールの1階から4階を結ぶ上りエスカレーターが急停止し、下り方向に逆走した。乗っていた約120人のうち60人が転倒し10人が軽いけが。
- 2014年（平成26年）1月8日 - 神奈川県川崎市中原区の武蔵小杉駅の上りエスカレーターが急停止の後に逆走し、11人が重軽傷を負った。

### 自動ドア
- 1975年（昭和50年）5月5日 - 東京都新宿区にある新宿住友ビルディングの2階正面口の回転ドアで、幼児がドアと外枠の間の隙間に挟まれ重傷。
- 2004年（平成16年）3月26日 - 東京都港区にある六本木ヒルズ森タワー2階正面口の自動回転ドアに、6歳児が挟まれて死亡。

### 家財道具・ごみ屋敷
- 1947年10月21日 - ニューヨークハーレムのコリヤー兄弟邸で家財道具に埋もれていた形で兄弟が遺体として発見。検死によって兄は餓死・弟は防犯用の落とし穴に落ちた転落死と結論づけられた。
- 2008年6月18日 - 岩手・宮城内陸地震で、仙台市の会社員が積み上げていた蔵書の下敷きに遭い窒息死。蔵書数は500キロあったという。
- 2009年8月11日 - 静岡市の女性会社員が、地震で崩れた蔵書を収納していたプラスチック容器類の下敷きになり窒息死。
- 2011年7月1日 - 前日に発生した長野県中部地震で、松本市の会社員が崩れた蔵書の下敷きになり死亡しているのが発見された。
- 2016年10月11日 - 郡山市で深夜に住宅火災が発生し全焼、焼け跡から住民の無職男性が遺体で発見された。全焼した家はごみ屋敷として近隣住民ともトラブルを生じており、同年3月末に市当局が行政代執行で散乱していたごみなどの撤去を行ったばかりだった。

## 劇場・舞台空間での事故
※死亡事故のみ。
- 1958年（昭和33年）
  - 2月1日 - 東京都千代田区の東京宝塚劇場（東宝劇場）で「アイヌ恋歌」上演中に火災事故があり、出演中の劇団若草所属児童俳優2名（15歳、9歳）、東宝劇団所属俳優1名（16歳）計3名が死亡、16人が負傷。
  - 4月1日 - 兵庫県宝塚市の宝塚大劇場で、出演中の宝塚歌劇団月組に所属する香月弘美が舞台セリに衣装を挟まれて仕掛けに巻き込まれ、衣装の金属製ベルトで胴体を切断され死亡。舞台機構が原因の上演中劇場事故による日本国内唯一の死者。
- 1960年（昭和35年）3月2日 - 横浜歌謡ショー将棋倒し事故。
- 1978年（昭和53年）1月27日 - 北海道札幌市中央区の中島スポーツセンターで行われたレインボーのコンサートにて、聴衆がステージ前方に殺到し、観客1名が死亡。その後の日本のロック・コンサート会場の警備体制を大きく変更する契機になった。
- 1981年（昭和56年）11月 - 埼玉県所沢市の西武園ゆうえんち特設広場で行われたウルトラマンショーで、演出用の花火や爆竹の導火線の火花が怪獣ウーの着ぐるみに引火して火だるま状態になり、すぐに消し止められたものの中に入っていたスーツアクターの大学生が全身に火傷を負い焼死。この事故を契機に特撮ヒーロー物の舞台ショーでは爆竹や火薬類が使用禁止となった。観客にはけが人はなく、むしろ演出の一環だと思って拍手喝采であったという[3]。
- 1987年（昭和62年）4月19日 - ラフィンノーズ公演雑踏事故。
- 1988年（昭和63年）1月5日 - 六本木ディスコ照明落下事故。
- 1989年（平成元年）7月25日 - 東京都新宿区の新宿コマ劇場でミュージカル「ピーター・パン」「SFX=OZ」のフライング舞台技術者だった男性が、早朝帰宅直後に心臓発作を起こし、心筋梗塞で死亡。フライングは心身ともに緊張を強いられる仕事であるが、「SFX=OZ」公演の際は44日間の連続勤務となっており、長期間の過酷な労働の結果、疲労が蓄積したことによる過労死と認定された[4][5]。
- 1994年（平成6年）8月 - 東京都新宿区の新宿コマ劇場で舞台の照明器具の撤去作業をしていた舞台照明会社の男性社員が、握っていたロープとともに約7メートル吊り下げられ、ロープを離して床に転落、首の骨が折れ間もなく死亡。
- 1996年（平成8年）12月10日 - 愛知県名古屋市東区の愛知県芸術劇場大ホールで、舞台照明をローリングタワーにて調整中に照明技師が転落し死亡。
- 1999年（平成11年）7月27日 - 東京都渋谷区の新国立劇場でミュージカル「新ピーターパン」リハーサル中に、アメリカ人技術者通訳の女性がセットに引っかかった袖幕を取り除こうとして奈落に気づかず、15.7メートル下に転落して頭部打撲で死亡。
- 2001年（平成13年）12月21日 - 東京都北区北とぴあさくらホールでセリ装置を定期点検していたメンテナンス会社「横浜技術サービス」の社員ら5人が舞台とセリの間にはさまれ、1人が頭蓋骨骨折で即死、その後2人が病院で死亡、2人が重傷。
- 2012年（平成24年）6月16日 - カナダのオンタリオ州トロント郊外で行われる予定だったレディオヘッドの野外コンサートで使用するステージが開演前に突然崩壊。コンサートスタッフの男性1人が死亡し、3人が負傷。
- 2013年（平成25年）6月29日 - アメリカ合衆国のネバダ州ラスベガスのホテルMGMグランドでシルク・ドゥ・ソレイユのショー「Kà（カー）」の上演中に、出演者の女性が高所から転落し死亡。シルク・ドゥ・ソレイユのショーとしては初めての死亡事故となった。「Kà」の上演は同年7月16日に再開された[6]。
- 2017年（平成29年）4月10日 - 千葉県の舞浜アンフィシアターで、同年7月28日より9月3日まで同劇場にて上演が予定されていた舞台『ライブ・インパクト 進撃の巨人』の公演アクロバット監督である吉野和剛が、演出機器の点検作業中の転落事故により死亡。この事故を受けて公演は中止となった[7]。

## 遊具・遊園地設備事故
- 1949年（昭和24年）4月3日 - 東京都大田区の多摩川園で雑踏に押された幼児が、豆汽車に轢かれて死亡。
- 1963年（昭和38年）9月1日 - 東京都台東区の浅草花やしきで、父親に抱かれた生後7か月の男児がローラーコースターから3メートル下に転落して死亡。
- 1964年（昭和39年）6月8日 - 東京都練馬区のとしまえんプールで準備体操せずに泳いだ小学生が、心臓麻痺を起こして死亡。
- 1965年（昭和40年）6月5日 - 静岡県浜松市の浜名湖にある遠鉄舘山寺娯楽センター遊園地（浜名湖パルパルの前身、娯楽センターは1979年閉鎖）の観覧車で、遠足に来ていた5歳の女児が3歳の弟と観覧車に乗っていた際、誤ってゴンドラのドアを開けてしまい、5歳女児がゴンドラから転落して死亡。
- 1967年（昭和42年）10月22日 - 愛知県名古屋市千種区の東山動植物園で、ゴーカートに乗っていた33歳主婦の長髪がエンジンシャフトに巻きつき、背板に頭を強打して首の骨を折り即死[8]。
- 1971年（昭和46年）2月14日 - 東京都日野市の多摩テックで、ゴーカートに乗っていた13歳の男子中学生が、首に巻いていた長さ1.5メートルのマフラーの端が走行中に車軸に巻きつき、マフラーが引っ張られる形で首が絞まって即死。
- 1971年（昭和46年）8月18日 - 栃木県小山市の小山ゆうえんちで、アルバイト中の16歳高校生がジェットコースターの乗客が落とした財布を取ろうと線路内に入った際、高速で突っ込んできた4両編成のジェットコースターに撥ねられて死亡。
- 1972年（昭和47年）5月20日 - 山梨県甲府市の山梨県立愛宕山こどもの国で、当時未完成で立ち入り禁止になっていたジャンボすべり台で遊んでいた11歳の男児が勢い余ってカーブでコースを逸脱して転落、5メートル下にあった岩に頭を強打して死亡。なお、このすべり台は老朽化のため2005年3月に撤去されており現存しない。
- 1973年（昭和48年）6月1日 - 兵庫県宝塚市の宝塚ファミリーランド中庭の噴水池で、親の買い物中に1人で遊んでいた3歳女児が水死。
- 1992年（平成4年）8月13日 - 東京都練馬区のとしまえんで、開園前にフライングカーペットの試運転をしていた58歳男性作業員が遊具と床の間に挟まれて死亡。
- 1995年（平成7年）10月28日 - 兵庫県加東郡東条町（現・加東市）の東条湖ランドの回転式大型ゴンドラ「レインボー・アトラクション」で、制限を満たしていた小学1年生の少女が安全バーをすり抜け10メートルの高さから転落し死亡。
- 2002年（平成14年）11月13日 - 栃木県那須町のりんどう湖ファミリー牧場で遊戯用車のバギーカーに乗っていた仙台市の26歳の会社員の女性が、エンジン部分の歯車にマフラーを巻き込まれ窒息死。
- 2003年（平成15年）8月23日 - 三重県桑名市のナガシマスパーランドで10時50分ごろ、走行中のジェットコースター、スチールドラゴン2000の車輪88個のうち半分に相当する44個が落下し、乗客1名とコースター下のプールサイドにいた客1名の計2名が重傷となる事故が発生。事故1か月前の定期点検の際に請け負い業者が車輪の部品を不要な部分にまで取りつけていたことが原因と見られている。2006年8月12日より試運転を重ね、同年9月3日より営業を再開した。
- 2003年（平成15年）12月5日 - 千葉県浦安市の東京ディズニーランドでスペース・マウンテンが脱輪事故を起こし、2004年2月18日まで運転を中止した。時速5キロと低速で走行中だったため、けが人はいなかった。
- 2005年（平成17年）
  - 4月18日 - 東京ジョイポリス転落死亡事故。東京都港区台場の東京ジョイポリスで、男性がスカイダイビングのシミュレーション機「ビバ・スカイダイビング」から転落し死亡。
  - 7月21日 - 東京都豊島区のナムコ・ナンジャタウンのアトラクション「地獄旅館」で、開園前に旅館内にある演出物の点検を行っていた女性アルバイトが、誤作動を起こした装置に挟まれ意識不明の重体。
- 2006年（平成18年）7月31日 - 埼玉県ふじみ野市のふじみ野市立大井プールで、小学校2年生の女児が給水口に吸い込まれた。約6時間後に発見され、病院に搬送されたが、死亡が確認された。
- 2007年（平成19年）5月5日 - 大阪府吹田市のエキスポランドのジェットコースター「風神雷神II」で車軸が折れ脱線。乗客1名死亡、約20名が重軽傷。事故後、エキスポランドは8月9日まで休園、翌10日に「風神雷神II」を除き営業を再開したが、事故の影響で客足が減少したため、同年12月10日をもって再度休園し、そのまま閉園となった。
- 2008年（平成20年）5月7日 - 東京都練馬区のとしまえんのフライングカーペットに乗っていた埼玉県立所沢特別支援学校高等部1年の男子生徒が自ら安全バーから抜け出し、地上に落下して重傷。
- 2011年（平成23年）1月30日 - 東京都文京区の東京ドームシティアトラクションズのジェットコースター「スピニングコースター舞姫」に乗っていた男性が8メートルの高さから投げ出され転落死。
- 2012年（平成24年）5月28日 - 千葉県浦安市の東京ディズニーシーのレイジングスピリッツで8席中1席の安全バーが上がった状態のまま発車し、この席に座っていた男性1名が身の危険を感じて降りようとした際、右足を捻挫するなどの軽傷を負った。東京ディズニーリゾートを運営するオリエンタルランドは同アトラクションを当面の間休止した。6月4日、オリエンタルランドは事故の原因を従業員の操作手順ミスと発表し、同社はマニュアルの見直しを進めた。6月12日、安全が確認されたため6月14日に運営再開することを発表した。
  - 9月8日 - 福島県郡山市郡山カルチャーパークのジェットコースターで保守点検作業をしていた職員が、走ってきたコースターと軌道の間に挟まれ死亡。
- 2017年 (平成29年) 8月12日 - 大分県別府市の城島高原パークの木製ジェットコースター「ジュピター」で男性作業員2名が点検中、試運転車両にはねられ、1名が死亡。
- 2019年 (令和元年) 8月5日 - 栃木県那須町の那須ハイランドパークのクライミングアトラクション「ノボランマ」で男性1名がおよそ5メートルの高さから落下し、頭を強く打って死亡。
- 2022年（令和4年）9月18日 - 北海道森町赤井川の宿泊施設「グリーンピア大沼」の敷地内で、11歳女児が運転するゴーカートがカーブを曲がりきれず観客に突っ込み、見物していた2歳男児が死亡[9][10]。
- 2025年（令和7年）2月28日 - 山梨県富士吉田市の富士急ハイランドのええじゃないかで定期点検の為停車中の車両下に潜り込み点検作業をしていた従業員が、乗り上げた車輪とレールの間に挟まれ死亡。

## 爆発事故
- 1924年（大正13年）12月27日 - 北海道小樽市の国鉄手宮線手宮駅で、構内岸壁で荷役中の火薬（ダイナマイト）10トンが爆発。死者行方不明者94名、負傷者300名以上[11]。
- 1939年（昭和14年）3月1日 - 大阪府枚方町（現・枚方市）の陸軍禁野火薬庫で砲弾解体中に発火し、弾薬に引火して爆発。死者94人、負傷者602人。
- 1945年（昭和20年）
  - 4月23日 - 玉栄丸爆発事故。鳥取県境町（現・境港市）で起きた爆発事故。山陰地方最大の戦災となった。死傷者424人、倒壊焼失家屋431戸。
  - 11月12日 - 二又トンネル爆発事故。福岡県田川郡添田町大字落合の二又トンネルで、旧陸軍の隠していた火薬約532トンを米軍が焼却処分しようとしたところ爆発。山ひとつと多数の民家が吹き飛び、死者147人、負傷者149人。
- 1955年（昭和30年）
  - 2月4日 - 秋葉ダム・ダイナマイト爆発事故。静岡県浜松市天竜区の秋葉ダム建設現場にて爆発事故。死者19名、負傷者多数。
  - 8月2日 - 日本カーリット工場爆発事故。神奈川県横浜市保土ケ谷区の火薬工場で爆発事故。死者3名、重軽傷者19名。
- 1959年（昭和34年）12月11日 - 第二京浜トラック爆発事故。神奈川県横浜市神奈川区の第二京浜国道でTNT火薬4トンを積んだトラックが交通事故に遭い爆発。半径500メートル内にあった民家31棟が全壊した。
- 1963年（昭和38年）11月9日 - 三井三池三川炭鉱炭じん爆発。福岡県大牟田市で発生した戦後最大の炭鉱事故。
- 1964年（昭和39年）7月14日 - 品川勝島倉庫爆発火災。東京都品川区に貯蔵されていたニトロセルロースが暑さのため自然発火。消防士19人が死亡、114人負傷。貯蔵品の中に有機過酸化物メチルエチルケトンペルオキシドが約2トンあり、それが誘爆して被害拡大。
- 1970年（昭和45年）4月8日 - 天六ガス爆発事故。大阪府大阪市北区で地下鉄の工事中にガス漏れし引火。野次馬が被害を拡大。
- 1979年（昭和54年）2月15日 - ポーランドのワルシャワ市内にあった貯蓄銀行のビルで爆発事故。ビルが倒壊して32人が死亡[12]。
- 1980年（昭和55年）8月16日 - 静岡駅前地下街爆発事故。静岡県静岡市葵区で発生。メタンガスに引火し爆発したため、都市ガス管が破損しガスが漏れ、さらに大きな爆発が発生したとされる。死者15人、負傷者223人。災害救助法が適用される事態になった。
- 1983年（昭和58年）11月22日 - つま恋ガス爆発事故。静岡県掛川市のレクリエーション施設で発生。死者14名、負傷者27名。事故の原因は模様替えの際、作業員が末端のガス栓を閉め忘れて31か所の器具を撤去したため。営業再開後一斉にガス漏れが発生し大爆発となった。
- 1997年 （平成9年） 9月11日 - 愛知県名古屋市千種区で発生。改装中のスーパー「ナフコ東山店」で事故が起こった。改装工事中の手違いからガスに引火、爆発した。合わせて7名が重体・重傷[13][14]。
- 2005年（平成17年）10月26日 - 大阪府枚方市の産廃収集運搬業「大宝化成」と同「大昭産業」付近で爆発があり2人が死傷した。爆発は同じ敷地内にある両社の工場のうち、大昭産業の工場で発生。作業中、工場内の可燃性の産廃が何らかの原因で引火、爆発した。
- 2007年（平成19年）6月19日 - 渋谷温泉施設爆発事故。東京都渋谷区で発生。死者3名、重傷者3名。温泉の汲み上げの際に混入する天然ガスが充満し、何らかの原因で引火した疑い。この施設には、天然ガスを分離する装置の設備変更や「ガス検知器」が設置されていなかったなどの問題点が明らかになった。
- 2008年（平成20年）8月12日 - 大阪府枚方市の枚方第二清掃工場（東部清掃工場）作業員が爆風で飛ばされたが、けがはなかった。清掃工場の設備は焼却主灰貯留槽が変形して裂け、点検用の通路も変形した。
- 2009年（平成21年）12月24日 - 大阪市淀川区の森田化学工業の工場で、三フッ化ホウ素ガスを造る直径約3.2メートルの鉄製タンクが爆発、近くで作業をしていた従業員4名が死亡した。
- 2012年（平成24年）9月29日 - 兵庫県姫路市の日本触媒姫路製造所で、アクリル酸混じりの廃液を貯蔵するタンクの温度が異常上昇し爆発。隣のアクリル酸タンク、トルエンタンクにも延焼した。なお、この爆発火災で消火活動を行っていた姫路市消防局網干消防署の消防隊員1名が爆発に巻き込まれ殉職。そのほか、活動中の消防隊員、警察官、作業員など20名以上が負傷した。また、消火に当たっていた消防車数台にも延焼した。
- 2013年（平成25年）8月15日 - 2013年福知山花火大会露店爆発事故。京都府福知山市の「ドッコイセ福知山花火大会」で露店で使用されていた発電機に給油中、容器からガソリンが噴出し即座に爆発火災に至った。見物客ら59人が負傷、のち3名が重度の火傷により死亡。
- 2014年（平成26年）8月1日 - 高雄ガス爆発事故。台湾の高雄市で住民からのガス漏れの通報に対処中、地下に埋設されていたパイプラインから漏れたプロピレンガスが爆発。被害は2 - 3キロの広い範囲に及び、30名が死亡、2名が行方不明。
- 2015年（平成27年）6月27日 - 八仙水上楽園爆発事故。台湾の新北市のウォーターパーク「八仙楽園」で粉塵爆発があり、15人が死亡、400人以上が負傷。
- 2018年（平成30年）12月16日 - 札幌不動産仲介店舗ガス爆発事故。北海道札幌市豊平区の「アパマンショップ平岸駅前店」で発生。同店および隣接する居酒屋が倒壊・炎上し、52人が負傷。大量に余った未使用の除菌消臭スプレーを廃棄するために屋内で噴射処理を行っていたことが事故の原因となった。
- 2020年（令和2年）7月30日 - 郡山飲食店ガス爆発事故。福島県郡山市で発生。休業中の店内にガスが充満していたところに改装工事の現場監督の男性1名が入室し、店内の電気を点けた瞬間に引火したとみられる。1名が死亡、19名が負傷。

### 花火事故
- 1950年（昭和25年）7月31日 - 新潟県柏崎市で爆発、10人が死亡。
- 1955年（昭和30年）8月1日 - 墨田区花火問屋爆発事故。東京都墨田区厩橋近辺の花火問屋で爆発、住民18人が死亡。上記日本カーリット工場爆発事故の前日に発生した。
- 1958年（昭和33年）7月30日 - 小勝多摩火工爆発事故。東京都府中市の丸玉小勝花火製造所が爆発し、作業員ら13人が死亡。同社の関連工場は1953年（昭和28年）2月14日（死者21人）、1956年（昭和31年）12月29日（死者1人）と続けて爆発事故を起こしており、社長と工場長を労働基準法違反で書類送検した。
- 1959年（昭和34年）5月29日 - 上郷村花火工場爆発事故。長野県下伊那郡上郷村（現・飯田市）の内山煙火製造所で爆発、経営者夫婦と従業員、付近で爆風に巻き込まれた小学生の計7人が死亡。
- 1989年（平成元年）8月2日 - 神奈川県横浜市の山下公園で打ち上げが行われていた神奈川新聞花火大会で爆発、花火師2人が死亡。
- 1992年（平成4年）6月16日 - 茨城県守谷町（現・守谷市）の煙火製造工場内倉庫、薬品庫で爆発が発生。工場内で3人死亡、負傷者58名。
- 2003年（平成15年）4月11日 - 鹿児島県鹿児島市の南国花火製造所で、花火の詰め作業を行っていた最中に爆発。作業員10人全員が死亡。
- 2008年（平成20年）8月15日 - 高知県津野町の「津野町夏祭り」で暴発、10人が重軽傷[15]。

## 火災事故

### 車両火災
- 1967年（昭和42年）3月6日 - 国道1号鈴鹿トンネルの三重県側入口より40メートル地点で大型トラックがエンジンのオーバーヒートを起こし、積載していたプラスチック製品に引火。死者はなかったものの、車両13台が焼失した。
- 1979年（昭和54年）7月11日 - 日本坂トンネル火災事故。静岡県の東名高速道路日本坂トンネル内で乗用車2台とトラック4台による追突事故が発生、事故車両に可燃物を積んだトラックが含まれていたこともあって65時間にわたって延焼、173台もの車両を焼失した。人的被害は死者7名、負傷者2名。
- 2008年（平成20年）8月3日 - 熊野町ジャンクション火災事故。東京都板橋区の首都高速5号池袋線下りと首都高速中央環状線の合流地点を走行していたタンクローリーがカーブで横転・炎上した。死者はなかったが、首都高速道路の路線部は甚大な被害を受け、単独車両による事故としては国内史上最大規模の損壊事故となった。
- 2016年（平成28年）3月17日 - 広島県の山陽自動車道八本松トンネルで交通事故から渋滞していた車列にトラックが衝突、12台が玉突き状に衝突した上に5台が焼失し2人が死亡、71人が負傷した。

## 電気事故
- 1926年（大正15年）4月30日 - 千葉県四街道町（現・四街道市）で電気会社の作業員8人が、風に煽られて高圧電線と接触・感電。
- 1929年（昭和4年）10月24日 - 東京市京橋区（現・東京都中央区）で工員2人が感電し1人死亡、一帯が40分間停電した。
- 1950年（昭和25年）8月4日 - 千葉県富里村（現・富里市）で漏電していた電柱に犬を繋いだ中学生が感電、救助しようとした家族3人も巻き込まれ父親が死亡。
- 1999年（平成11年）11月22日 - 埼玉県狭山市で航空自衛隊の航空機が墜落、高圧送電線を切断。首都圏約80万世帯が停電（T-33A入間川墜落事故）。
- 2006年（平成18年）8月14日 - 2006年8月14日首都圏停電。東京都と千葉県の間を流れる旧江戸川で、クレーン船が東京電力の高圧送電線に接触し損傷。東京都心部など139万軒以上が停電[16]。
- 2008年（平成20年）8月1日 - 茨城県高萩市にある常磐線高萩駅構内で、16歳の少年が特急電車の屋根に登り感電、重症[17]。
- 2014年（平成26年）7月25日 - 熊本県芦北町にある肥薩おれんじ鉄道線たのうら御立岬公園駅で、海水浴帰りの高校生男女8名のうち、男子高校生1名が持っていた長さ約5メートルのカーボン製の釣り竿を振り回して遊んでいるうちに誤って架線に接触させ感電、両手両足に重い火傷を負い重傷[18]。
- 2014年（平成26年）11月15日 - 東海道新幹線新横浜駅に停車中の新幹線電車に25歳の無職男性がよじ登り、架線に触れて感電し火傷を負うなどして死亡[19]。
- 2015年（平成27年）7月19日 - 静岡県西伊豆町で漏電した電気柵に7人が感電し2人死亡[20]。
- 2017年（平成29年）4月21日 - ナイジェリア南部の都市カラバルで、人々が衛星放送でサッカーヨーロッパリーグを観戦していた建物に高圧線が落下し、少なくとも7人が死亡、11人が負傷して病院に搬送された[21]。

## 群集事故
- 1807年9月20日（文化4年旧暦8月19日） - 現在の東京都中央区の永代橋の落橋事故（永代橋崩落事故）。死者440人、負傷者・行方不明者を入れると1,400人以上[22][23]。「永代と かけたる橋は 落ちにけり きょうは祭礼 あすは葬礼」 （大田南畝）
- 1896年 - ロシアのモスクワで、皇帝ニコライ2世即位記念に配給された食物を求める人々が将棋倒しとなり、1,389人が死亡。
- 1897年（明治30年）8月10日 - 隅田川にかかる両国橋の崩壊事故。両国川開きの花火を見ようと詰めかけた見物人の重みで欄干が壊れ、見物人が川に落ちた。死傷者数十名を出し、花火は中止となった[24][25]。
- 1903年（明治36年）12月30日 - アメリカ合衆国のイリノイ州シカゴのイロコイ劇場火災。逃げ惑う観客がパニックとなり、焼死者の他に多くの圧死者を出した。火災全体で602人死亡。
- 1934年（昭和9年）1月8日 - 京都駅跨線橋転倒事故。京都府京都市下京区の京都駅で発生した海兵団入隊の見送り客による群衆雪崩事故。
- 1946年（昭和21年）3月9日 - バーンデン・パークの惨事。イギリスのイングランドグレーター・マンチェスターボルトンで行われたサッカー試合で将棋倒しが発生し33人が死亡、400人以上が負傷。
- 1947年（昭和22年） - 埼玉県秩父市の秩父夜祭の見物を終えた群衆が御花畑駅方面に殺到し、6人が圧死。
- 1948年（昭和23年）
  - 8月23日 - 新潟県新潟市中央区の萬代橋で、新潟まつりの前身にあたる「川開き」の花火見物に集まった群衆が殺到、欄干が落下し観衆が信濃川に転落して、死者11名、重軽傷者29名を出す大惨事となった。
  - 11月4日 - 東京都新宿区の明治神宮野球場で、プロ野球の読売ジャイアンツ創設15周年記念無料オープン戦（対戦は阪急ブレーブス、金星スターズ、急映フライヤーズの3球団からの選抜チーム）観戦に集まった群衆を時間を繰り上げて入場させたところ、将棋倒しが起き死者2人、重軽傷者29人が発生した[26]。
- 1949年（昭和24年）4月24日 - 兵庫県西宮市の阪神本線甲子園駅で、野球観戦のために集まった利用客が将棋倒しとなり、死者1人・重軽傷者46人を出す[27]。
- 1950年（昭和25年）5月5日 - 宮城県仙台市の宮城球場で、プロ野球公式戦観戦に集まった群衆を時間を繰り上げて入場させた際、入口のトンネルでの転倒により将棋倒しが発生、3人が死亡した[28]。
- 1954年（昭和29年）1月2日 - 二重橋事件。東京都千代田区の二重橋で皇居の一般参賀に集まった群衆が将棋倒しとなり、16人が死亡した。
- 1956年（昭和31年）
  - 1月1日 - 彌彦神社事件。新潟県西蒲原郡弥彦村の彌彦神社で福餅撒きに集まった参拝者が将棋倒しとなり、124人が死亡した。
  - 1月15日 - 大劇（大阪劇場）事件。美空ひばり公演客1名が圧死、9名が重軽傷。日本ドリーム観光#事件参照。
- 1959年（昭和34年）7月17日 - 韓国の釜山広域市にある釜山市民運動場で開催された野外市民コンサートの途中で突然の豪雨が降り、これにより3万人もの観客が屋根のある出口付近に殺到。67名が圧死した。犠牲者の大半は子どもだった。
- 1960年（昭和35年）
  - 1月26日 - 韓国のソウル特別市にて旧正月の帰省客で混雑していたソウル駅で列車に乗ろうとした乗客が将棋倒し、31人が死亡。
  - 3月2日 - 横浜歌謡ショー将棋倒し事故 。神奈川県横浜市中区の横浜公園体育館で行われた『歌謡曲ゴールデン・ヒット・ショー』公開録音の開門時に殺到した観客が将棋倒し、12人が死亡・14人が重軽傷。主催したラジオ関東（現・アール・エフ・ラジオ日本）が、会場の収容定員を上回る招待券を出していたことが原因。
- 1961年（昭和36年） - 岩手県岩手郡松尾村（現・八幡平市）の松尾鉱山小学校で、映画鑑賞会へ向かう小学生などが将棋倒しとなり死亡10人、重軽傷者21人[29]。
- 1964年（昭和39年）5月24日 - エスタディオ・ナシオナルの悲劇。ペルーのリマで行われたサッカーの国際試合の判定を巡って観客が暴徒化し、警官隊が鎮圧のため催涙弾を使用。出口に殺到した観客が将棋倒しとなり319人が死亡、500人が負傷。
- 1967年（昭和42年）
  - 4月22日 - 大阪府大阪市北区の桜の通り抜けで一般開放していた造幣局本局で、観客の1人が転倒したことから観客が将棋倒し。女性1人が死亡し、27人が負傷。[30]
  - 11月5日 - 奈良市の近鉄あやめ池遊園地でザ・タイガースのコンサートの入場待ちをしていた観客が入口に殺到し、6人が重軽傷。[31]
- 1971年（昭和46年）
  - 1月2日 - アイブロックスの惨事。イギリスのスコットランドグラスゴーで行われたグラスゴー・レンジャーズFC対セルティックFCのサッカーリーグ戦の試合後、出口へ向かう観客が階段上で将棋倒しとなり10数メートル下まで転落。66名が死亡、負傷者約200名。
  - 12月24日 - 関西テレビ『4時だぜ!飛び出せ!!わいわいワイド クリスマス大会』生放送に参加予定の小・中学生たちが、スタジオのある新朝日ビルディング地下一階のSABホールに向かう階段で将棋倒しとなった。重傷9名・軽傷24名[32]。
- 1973年（昭和48年）6月3日 - 千葉県千葉市中央区にある千葉県文化会館でNETテレビ（日本教育テレビ。現・テレビ朝日）の公開録画が行われたが、開門時に殺到した観客が将棋倒しになり11人が重軽傷を負った。会場の収容定員を上回る招待券を出していたことが原因。
- 1976年（昭和51年） - 年末ジャンボ宝くじの複数の販売所で買い求めに集まった客が殺到。長野県松本市と福岡県福岡市の会場で各1名が死亡、全国で40名以上が負傷[33]。この事故を受け、翌年より購入は往復はがきによる申し込み制に変更された（1995年まで）。
- 1978年（昭和53年）1月27日 - 札幌市の中島スポーツセンターで行われたイギリスのバンドレインボーのコンサートで、開演と同時に興奮した約500人の観客がステージに殺到し、詰めかけた観客が将棋倒しとなった。死者1人、負傷者7人[34]。
- 1979年（昭和54年） - 兵庫県西宮市の第51回選抜高等学校野球大会開催中の阪神甲子園球場で、入場券売り場前にいた群衆が販売が開始されたと思いこんで殺到、倒れた小学生2名が死亡。
- 1982年（昭和57年）
  - 千葉県松戸市のダイエー新松戸店（現・イオンフードスタイル新松戸店）で当時大ブームだったアニメーション番組『ガンダム』のプラモデルを購入するため、開店と同時にエスカレーターに殺到した小中学生250人による将棋倒し事故が発生した。
  - ルジニキの惨事。ソビエト連邦モスクワのレーニン・スタジアム（現・ルジニキ・スタジアム）で発生した将棋倒し。公称の死者は66人と発表されたが、後年、死者340人超と推定されている。
- 1985年（昭和60年）5月29日 - ヘイゼルの悲劇。ベルギーのブリュッセルにあるヘイゼル・スタジアム（現・ボードゥアン国王競技場）で、暴徒化したサポーターが相手チームの観客席になだれ込み、老朽化した競技場の一部が崩壊。死者39名、負傷者400名以上を出す大惨事になった。
- 1987年（昭和62年）
  - 4月19日 - ラフィンノーズ公演雑踏事故。東京都千代田区の日比谷野外音楽堂で行われたロックバンドLAUGHIN' NOSEのコンサート中に観客がステージ前に殺到、将棋倒しになった。死者3名重軽傷者27人。当日の会場は主催者スタッフのみが配置され、警備員の配置は全くされていなかった。LAUGHIN' NOSEは引責謹慎し、担当していたラジオ番組も降板した。
  - 12月10日 - 1987年上海陸家嘴輪渡站雑踏事故（中国語版）。中華人民共和国上海市の黄浦江にある陸家嘴渡船場で自転車に乗った乗客らが殺到、将棋倒しとなり66人が死亡、30人近くが重軽傷。現場は2014年に起きた群集事故（後述）と至近距離にあり、27年後に同様の事故が発生したことで、このときの教訓が生かされなかった。
- 1989年（平成元年）4月15日 - ヒルズボロの悲劇。イギリスのイングランドシェフィールドにあるヒルズボロ・スタジアムで、立見席に観客が詰め込まれ、圧死者96人、負傷200人以上のイングランドサッカー史上最悪の事故となった。これ以後、イギリスのスタジアムから立見席が廃止されることとなった。
- 1990年（平成2年）1月7日
大阪のライブハウス「バーボンハウス」にて、過激なパフォーマンスを行っていたヴィジュアル系ロックバンド「COLOR」のライブ中、興奮した客に押された女子中学生が意識不明の重体となり、9日に死亡した。バンドは事故後、一切の活動を自粛したが、数か月後に活動を再開した。
- 1990年7月2日 - 1990年メッカ巡礼事故（アラビア語版）。イスラム教の大巡礼ハッジの群集がメッカからミナへ通じるトンネル内で将棋倒しを起こし、1,426人が死亡。ハッジでの群集事故としては当時史上最悪のものとなった。

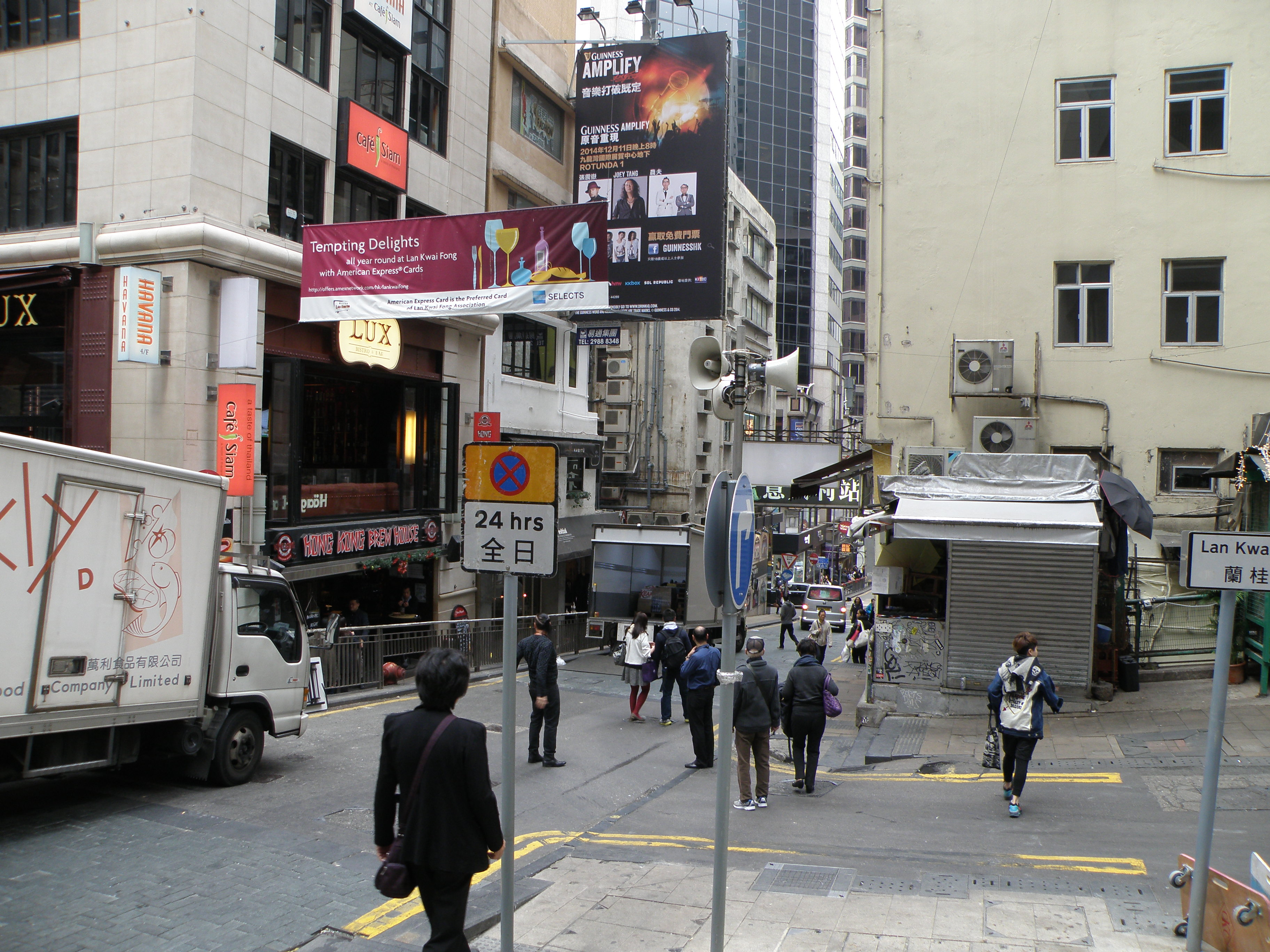
事故発生地点は徳己立街（左）と蘭桂坊（右）の境界

- 1993年（平成5年）1月1日 - 蘭桂坊将棋倒し事故（中国語版）。午前0時過ぎ、香港のランカイフォン（蘭桂坊）にて新年を迎える人々が揉み合い状態になり徳己立街との境界地点で将棋倒しが発生、日本人1人を含む21人が死亡し62人が重軽傷を負った。
- 2001年（平成13年）7月21日 - 明石花火大会歩道橋事故。兵庫県明石市大蔵海岸の花火大会後にJR神戸線朝霧駅付近の歩道橋で発生した群集雪崩事故。11人が死亡、183人が負傷。当時の警備計画・体制の不備が問われ、明石市・兵庫県警察（明石警察署）・警備会社の各方面の刑事・民事責任が認定された。
- 2005年（平成17年）
  - イラクのバグダードで巡礼者が移動中、自爆テロの流言が流れパニックとなる。将棋倒しにより965人が死亡。
  - 10月3日 - 韓国の慶尚北道尚州市の競技場で行われたコンサートで将棋倒しが発生、11名が死亡し70名あまりが負傷。（尚州コンサート群衆事故（朝鮮語版））
- 2008年（平成20年）8月3日 - インドのヒマチャルプラデシュ州のヒンズー教寺院で将棋倒しとなり、約150人が死亡、50人以上が負傷。
- 2010年（平成22年）
  - 3月26日 - 東京都渋谷区の竹下通りで芸能人が見られるとの噂が立ち、人々が殺到して将棋倒しとなる事故が発生。
  - 7月24日 - ドイツのデュースブルクで行われたラブパレードで、2つのルートから会場に入ろうとする人と、会場に入れずに帰ろうとする人が一か所に押し詰められる状況となり、21人が圧死、500人以上が負傷した。この結果、ラブパレードは廃止されることとなった。
  - 11月22日 - カンボジアのプノンペンで、年中行事「水祭り」で夜に行われたボート競技に集まった見物客が、メコン川にかかる橋の上で倒れるなどして、345人以上の死者と、300人以上の負傷者が生じた。この日は祭りの最終日で、全国から300万人以上の観客が集まっていた。
- 2014年（平成26年）12月31日 - 2014年上海外灘雑踏事故。上海市の外灘で年越しを迎えようとした市民が、広場の階段で揉み合い状態になった挙句に転倒。36人が死亡、47人が負傷した。
- 2015年（平成27年）9月24日 - 2015年メナー群衆事故。ハッジに訪れていた多数の巡礼者が将棋倒しとなり2,181人以上が圧死。ハッジでの群集事故として1990年の事故を上回り史上最悪となった。
- 2016年（平成28年）4月10日 - インド、ケララ州のヒンドゥー教寺院で行われた無許可の花火大会で、花火が保管場所に落下して爆発。数千人がパニック状態に陥ったことで100人超が死亡、200人超が重軽傷を負った[35]。
- 2017年（平成29年）5月7日 - COMIN'KOBE17における群衆事故。兵庫県神戸市のワールド記念ホールで開催されたチャリティーフェス「COMIN’KOBE17(カミングコウベ）」において、多数の観客が将棋倒しとなり、21歳の女性が脊髄損傷の重症、他2名が軽症を負った。前のバンドが終わり退出する客と、次のバンドが観たくて入場したい客が出入口付近に殺到した結果とされている。
- 2021年（令和3年）11月5日 - アメリカ・テキサス州ヒューストンのトラヴィス・スコットが主催する音楽フェス会場で将棋倒しが発生。10人が死亡し、300人以上の負傷者を出した。
- 2022年（令和4年）
  - 10月1日 - カンジュルハン・スタジアムの群衆事故。インドネシアのサッカー場でサポーターによる暴動が発生し、135人が死亡[36]、500人以上が負傷した。
  - 10月29日 - 梨泰院群衆事故。韓国のソウル・梨泰院でハロウィンを前に集まった群衆が、狭い路地の坂の上から折り重なるように倒れる事故が発生し、10～20代の若者を中心に外国人を含む153人が死亡した[37]。
- 2023年（令和5年）1月19日 - ガルフカップ2023群衆事故。イラク南部のバスラ・スポーツシティで開催されたアラビアンガルフカップの決勝戦で、観客が入口付近で折り重なって倒れる。4人が死亡し80人以上が負傷した[38]

## 自然災害

### 土砂災害
- 1586年1月18日（天正13年旧暦11月29日） - 飛騨国（岐阜県北部）の帰雲山が天正地震によって山腹が崩落。大量の土砂が近くにあった帰雲城および城下町を埋没させた。これによって城主内ヶ島氏理以下の一族郎党や領民たちが死亡し、日本史的にも類を見ない「天変地異による大名家の滅亡」となった[39][40]。
- 1926年（大正15年） ｰ 広島県安佐郡山本村（現・広島市安佐南区）で大雨から土石流が発生、家屋21戸が流出し24人が死亡。2年後の1928年にも、同様の土石流災害による被害を被った[41]。
- 1935年（昭和10年）9月25日 - 茨城県多賀郡日立町（現・日立市）で折からの豪雨で石灰山山腹が崩落、斜面を造成して建てられていた日立鉱山の鉱夫住宅が巻き込まれ30人が死亡。
- 1937年（昭和12年）11月11日 - 群馬県吾妻郡嬬恋村の小串鉱山で斜面崩壊が発生し、鉱業所や事務所・鉱夫住宅や学校の分教場が埋没し245人が死亡。
- 1953年（昭和28年）7月26日 - 神奈川県足柄下郡箱根町の早雲山が崩落し最乗寺別院などが埋没。投宿していた荒井友三郎逗子町（現・逗子市）町長夫妻や学童など28人が死亡。
- 1961年（昭和36年）6月29日 - 大西山崩壊。長野県下伊那郡大鹿村の大西山が折からの梅雨前線による豪雨で山体崩壊、山裾を流れていた小渋川対岸まで被害が及び42人が死亡。
- 1963年（昭和38年）10月9日 - イタリアのフリウリ＝ヴェネツィア・ジュリア州エルト・エ・カッソのバイオントダムの周囲の山で大規模な地すべりが発生。ダム湖の水が溢れ、下流の村落が飲み込まれる。死者2,125人。
- 1965年（昭和40年）6月26日 - 神奈川県川崎市久末（現・川崎市高津区久末）で住宅地裏に廃棄されていた石炭灰の山が突然崩壊し、4万立方メートルの石炭灰が住宅15棟を飲み込み60人が生き埋め、24人が死亡した。
- 1966年（昭和41年）9月25日 - 足和田災害。山梨県南都留郡にて台風26号による豪雨で大規模崩落が発生。足和田村（現・富士河口湖町）根場集落を襲い94人が死亡・行方不明。また静岡県静岡市葵区の梅ヶ島温泉でも山津波から旅館9軒が倒壊し、宿泊客など32人が死亡。
- 1968年（昭和43年）8月18日 - 飛騨川バス転落事故。岐阜県加茂郡白川町の国道41号で、2台のバスが集中豪雨に伴う土砂崩れに巻き込まれて増水していた飛騨川に転落。死者104名。
- 1971年（昭和46年）11月11日 - 川崎ローム斜面崩壊実験事故。神奈川県川崎市多摩区の生田緑地で科学技術庁・通商産業省（現・経済産業省）・自治省建設省が合同して行った斜面崩落実験が、当初想定以上の崩壊を起こす。実験の関係者や取材陣が巻き込まれ、15人が死亡。
- 1972年（昭和47年）7月5日 - 繁藤災害。高知県香美郡土佐山田町（現・香美市）の追廻山が湿舌による集中豪雨から断続的に崩壊。最初の小崩壊で巻き込まれた消防団員を捜索していたところに大規模な崩壊が襲い（二次災害）、救援活動にあたっていた関係者や土讃本線繁藤駅の駅員さらには駅に停車中の列車の乗客・乗員など60人が死亡。
- 1978年（昭和53年） - 新潟県中頸城郡妙高高原町（現・妙高市）で雪解け水から白田切川河岸一帯の地盤が緩み、泥流が発生。断続的に地滑りが発生し、救助隊も巻き込まれる二次災害も発生した。
- 1985年（昭和60年）7月26日 - 地附山地滑り災害。長野県長野市の地附山で集中豪雨から地すべり発生。戸隠バードラインが寸断され、中腹にあった老人ホームが崩壊し26人が死亡。
- 1999年（平成11年）6月29日 - 6.29豪雨災害。梅雨前線の活発化による豪雨から真砂土の崩壊による土石流が広島市安佐北区佐伯区と呉市を中心に発生。広島県下だけでも31人が死亡し、1人が行方不明。
- 2006年（平成18年）2月17日 - フィリピンの南レイテ州サンベルナルドで地震の後に地滑りが発生し、村一つを飲み込む。50人の死者を確認、また約1,500人が行方不明となった。
- 2009年（平成21年）8月8日 - 台湾の高雄県甲仙郷小林村（現・小林里）で、台風によって山が崩壊（深層崩壊）。大量の土砂が村を埋没させた。これにより491人が行方不明となった。
- 2013年（平成25年）10月15日 - 東京都大島町の三原山からの噴出物からなる地盤が台風26号による大雨によって崩落。元町地区を中心に建物が損壊し、47人が死亡・行方不明となる。
- 2014年（平成26年）8月20日 - 平成26年8月豪雨による広島市の土砂災害。広島市安佐北区と安佐南区一帯で局地的豪雨により土石流が発生。
- 2018年（平成30年）9月6日 - 北海道胆振東部地震。震度7を観測した北海道厚真町を中心に被害が発生。厚真町の吉野地区では大規模な土砂崩れが発生し、住民34人のうち19人が死亡した。
- 2021年（令和3年）7月3日 - 熱海市伊豆山土石流災害。静岡県熱海市伊豆山にある山間部の盛土が梅雨前線を伴う豪雨により崩壊し、大規模な土石流が発生。27人が死亡し、1人が行方不明。

### 水没事故
- 1916年（大正4年）4月12日 - 周防灘沖を採掘していた東見初炭鉱で落盤から海水が流入し水没、235人が死亡・行方不明。
- 1920年（大正10年）12月30日 - 新浦炭鉱の坑道が落盤し周防灘の海水が流入、34人が死亡。坑道は閉鎖され、長生炭鉱の一部として採掘が続けられた。
- 1929年（昭和4年）6月25日 - 長崎県・松島炭鉱第四坑に海水が浸入し42人死亡、1934年（昭和9年）にも浸水事故が発生し54人が死亡。
- 1938年（昭和13年）6月29日 - 東京高速鉄道の建設現場が折からの豪雨で水没、作業員1人が死亡。
- 1942年（昭和17年）2月3日 - 長生炭鉱の坑道が落盤し海水が流入、183人が死亡。
- 1960年（昭和35年）9月20日 - 福岡県田川郡川崎町で、集中豪雨による中元寺川の増水から河底を採掘していた上尊鉱業豊州炭鉱が落盤。川の水が大量に流れ込み坑内が水没、67人が死亡。
- 1965年（昭和40年）7月27日 - 神奈川県小田原市の西湘バイパス新酒匂橋工事現場で潜函工法作業中のところ圧縮空気を送っていたポンプが故障、ケーソンが水没し作業員6人が死亡。
- 1969年（昭和44年）4月1日 - 東京都荒川に架かる新四ツ木橋の基礎工事作業中に水止めの鋼矢板が崩壊して水没、出稼ぎの作業員8人が死亡。
- 1976年（昭和51年）1月30日 - 東京都中央区日本橋室町での地下鉄半蔵門線工事現場で、日本橋川の水が流入。地盤沈下や建物にヒビが入る被害が出て、同地域一帯での工事は2か月以上中断した。
- 1980年 - アメリカ合衆国のルイジアナ州ジェファーソン島パイヌール湖にて、湖底下の塩坑に水が流入。島やメキシコ湾の海水も巻き込んだことで、湖が塩湖と化した。
- 1991年（平成3年）9月19日 - 国分川分水路トンネル水没事故。千葉県松戸市二十世紀が丘の放水路トンネル建設現場に氾濫した国分川の水が流れ込み、作業員7人が死亡。
- 2008年（平成20年）8月5日 - 東京都豊島区雑司が谷の下水道工事現場で、工事中の下水道内で急激な増水により5人が流されて死亡。
- 2012年（平成24年）2月7日 - 倉敷海底トンネル事故。 岡山県倉敷市水島コンビナート・JX日鉱日石エネルギー（現・ENEOS）水島製油所内でパイプライン用海底トンネルをシールド工法で施行中に、掘進中のシールドに海水が流入して水没。作業にあたっていた下請けの5人が死亡。

### 落雷事故
- 延長8年6月26日（ユリウス暦930年7月24日） - 平安京の内裏清涼殿に被雷し、宮中で死者が発生（清涼殿落雷事件）。
- 1930年6月26日 - カナダ・セントローレンス川で作業中の掘削船ジョン・B・キング号（英語版）に落雷が直撃し、積載していたダイナマイトに誘爆。30人が死亡。
- 1953年（昭和28年）8月19日 - 五色ヶ原を縦走中の西京大学（現・京都府立大学）山岳部の一行に落雷が直撃、1人死亡
- 1955年（昭和30年）8月3日 - 長野県下伊那郡阿智村でキャンプ中のテントに落雷。4人死亡、5人負傷。
- 1963年12月8日 - アメリカ合衆国のメリーランド州上空を飛行中の旅客機が落雷のため空中爆発し墜落。81人死亡（パンアメリカン航空214便墜落事故）。
- 1967年（昭和42年）8月1日 - 長野県松本市の長野県松本深志高等学校2年生の登山パーティーが西穂高岳登山中に雷雨に遭遇、避難中に落雷の直撃を受け11人死亡、13人負傷（西穂高岳落雷遭難事故）。
- 1976年（昭和51年）5月9日 - スペインのアドルフォ・スアレス・マドリード＝バラハス空港手前でイラン空軍輸送機が落雷により燃料タンクが爆発して墜落。17人死亡（イラン帝国空軍輸送機墜落事故）。
- 1981年（昭和56年）7月21日 - 東京都あきる野市の秋川渓谷でキャンプ中に落雷。1人死亡、2人負傷。
- 1988年（昭和63年）2月8日 - 西ドイツのエッセン上空を飛行中の旅客機が落雷により電源喪失し墜落。21人死亡（ニュルンベルク・フルクディンスト108便墜落事故）。
- 1990年（平成2年）8月26日 - 宮城県柴田郡村田町で開催中のスーパーバイク世界選手権で、午後のレース待ち時に雷雨。主催者の用意したテントに入りきれなかった一部観客が松林で雨宿りしていたところに落雷が直撃、15人が負傷。
- 1996年（平成8年）
  - 4月27日 - 新潟県北魚沼郡広神村（現・魚沼市）で風呂場付近の落雷が原因で火災が発生、小学生2人が焼死、4人負傷。
  - 8月13日 - 大阪府高槻市でサッカーの試合中に落雷、頭部に直撃を受けた土佐高校サッカー部男子生徒（当時16歳）が両眼失明、下肢機能全廃などの重度後遺障害を負う（土佐高校サッカー落雷事故）。
- 2005年（平成17年）4月21日 - 中国の重慶市の火薬工場に落雷、直後に大爆発。作業員19人が死亡、10人負傷。
- 2007年（平成19年）5月23日 - 中国の重慶市開県興業村の小学校校舎に落雷。避雷工事が未実施の校舎で窓から2教室内に雷が侵入、窓近くの壁に体を接して着席していた学童7人が死亡、44人が負傷。
- 2013年（平成25年）10月5日 - インドビハール州で5日から翌6日にかけてモンスーンによる天候悪化から落雷が多発、子ども9人を含む32人が死亡。
- 2014年（平成26年）8月6日 - 愛知県丹羽郡扶桑町で誠信高等学校野球部所属の男子生徒投手（当時17歳）が試合中、ピッチャーマウンドで落雷を受け死亡。

### 洞窟事故
- 2018年（平成30年）6月23日 - タイ北部のチエンラーイ県に位置するタムルアン洞窟にて、現地のサッカーチーム「ムーパ・アカデミー」のコーチ1人と少年ら12人の計13人が洞窟に閉じ込められる事故が発生した。この地域ではちょうど雨季に入っており、洞窟探検中に川の水が入り込んで水位が上昇して引き返せなくなったとされる。救助チームのダイバー1人が亡くなったが、翌月10日までに13人全員が無事救出された（参照）[42][43]。

## 食品事故

### 異物混入
- 1857年 - イギリス統治下の香港でパンにヒ素が混入されイギリス人を中心として中毒患者が発生。パンを販売していた中国人が逮捕されたものの陪審裁判では無罪となった。清朝によるテロという見方がある。
- 1858年 - ブラッドフォード毒入り菓子中毒事件。イギリスのイングランドウェスト・ヨークシャーブラッドフォードで屋台で売られていた菓子にヒ素が混入、児童ら21人が死亡しイギリスで食の安全に対する法的整備が進むきっかけとなった。
- 1933年 - ある業者が粕取り焼酎の嵩増し用にメタノールを混入。30名がメタノールの中毒で死亡し、失明など多くの被害者を生んだ。
- 1938年6月18日 - 福岡県の春日原競馬場で販売された焼餅を食べた客が15人以上死亡。原因は米粉と亜ヒ酸を誤認したことによるもの[44]。
- 1955年 - 森永ヒ素ミルク中毒事件。森永乳業が製造した粉ミルクにヒ素が混入。結果、1万3,000名もの乳児がヒ素中毒になり、130名以上が中毒死、多数に後遺症が残った。
- 1968年 - カネミ油症事件。食用油脱臭のために熱媒体として使用されていたPCBが配管作業ミスによる配管部から漏れて混入し、加熱によりダイオキシンに変化。結果、多数が健康被害を受けた。
- 1971年 - イラク穀物水銀中毒事件（英語版）。アメリカ合衆国やメキシコから輸入されたメチル水銀で消毒済みの大麦や小麦の種子が誤って食用に供せられ、公式発表で650人が死亡。実際にはその10倍以上もの死者が出たと推定される。
- 1981年 - スペイン変性油中毒事件（スペイン語版）。オリーブ・オイルに有毒な工業用の油が混入、スペイン全土で2万5,000人が発症し、600人が死亡。
- 2005年 - フィリピンボホール州にて露天商が販売していたキャッサバの揚げ物に誤って有機リン系の農薬が混入し、小学生ら27人が死亡し100人以上が入院。

## 製品・機器・器具事故
PL法に絡む事故。

### 一酸化炭素中毒事故
- 1962年（昭和37年） - 山梨県南都留郡山中湖村の山中湖畔の別荘で、準工業用のプロパンガス調整器を取りつけていたことから、不完全燃焼が発生。泊まりに来ていた10人が一酸化炭素中毒死。
- 1984年（昭和59年） - 三洋電機が製造した石油ファンヒーターで不完全燃焼が発生して45人が一酸化炭素中毒となり、うち4人が死亡していた。事態を重く見た同社は業界初となる該当製品の全面回収に踏み切った。

- 2005年（平成17年） - FF式石油温風暖房機の欠陥による死亡事故。松下電器産業（現・パナソニック）が販売したFF式石油温風機使用による一酸化炭素中毒事故で死亡者が出たことが発覚。対象機種の引き取りもしくは点検修理を継続して告知している[45]。
- 2006年（平成18年） - パロマ湯沸器死亡事故。パロマ工業（現・パロマ）が製造した屋内設置型のFE式瞬間湯沸器で、不完全燃焼による一酸化炭素中毒事故が多数発生していたことが経済産業省により発表され、最終的に28件、21人が死亡していた。前述のパナソニック同様、点検・回収作業の告知を継続して実施している[46]。
- 2008年（平成20年）7月30日 - 大阪府大阪市東住吉区の製パン店「石窯パンの店 ベーカリーファクトリー ゴッホ」で、強制排気装置をアルバイト店員が誤って止めたために、客と従業員計12人が一酸化炭素中毒となった[47]。

### 発煙・発火・破裂事故
- 2001年（平成13年） - 日立アプライアンス、洗濯乾燥機において、発煙・発火事故 （2001年（平成13年）8月から2003年（平成15年）4月）[48]。

### 交通事故
- 2000年（平成12年） - 2004年（平成16年） - 三菱リコール隠し。三菱自動車工業製の自動車に構造的欠陥があったにもかかわらず同社はリコールを隠蔽し、脱輪などに起因する人身事故が数十件発生。

## 建造物崩壊

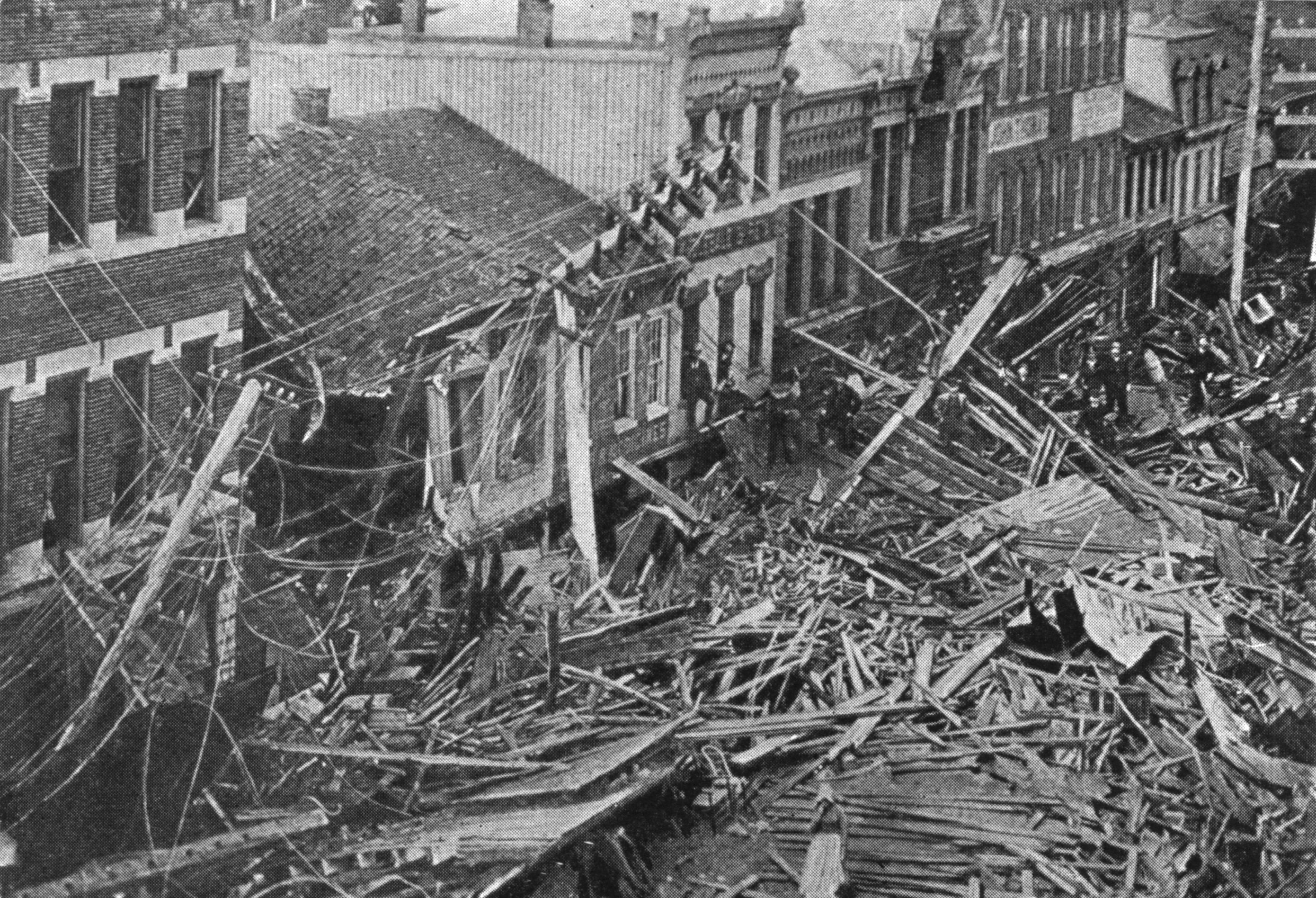
サウスフォークダム崩壊によるジョーンズタウン市街地の被害

- 1814年 - ロンドンビール洪水。イギリスのロンドンにて醸造中のビール樽が破裂して大量のビールが噴出、2棟が全壊し9人が死亡。
- 1879年 - ディー橋事故。イギリスのイングランドチェシャーチェスターにあるディー橋が嵐に襲われ、走行中の列車を巻き込んで崩壊。75人が死亡した。
- 1889年 - アメリカ合衆国のペンシルベニア州ジョンズタウンのサウスフォークダムが激しい雨のため崩壊し、2,209人の死者を出す大惨事となった。
- 1919年 - ボストン糖蜜災害。アメリカ合衆国のマサチューセッツ州ボストンにあった糖蜜貯蔵用の貯槽（容量約870万リットル）が崩壊し、糖蜜の津波（高さ2.5 - 4.5メートル、時速60キロ）が市街地に押し寄せた。21人が死亡、150人以上が負傷した。
- 1940年 - アメリカ合衆国のワシントン州ピュージェット湾タコマナローズ海峡に架かるタコマナローズ橋が、当時いまだ耐風設計技術が未熟だったことにより施工中から風により激しく揺られ、竣工後間もなく落橋。死傷者はなかった。
- 1949年（昭和24年） - 富山県・神通川に架橋されたばかりの猪谷新橋がワイヤーの断裂によって崩壊し、地質調査に来ていた教師ら29名が死亡。後になってほぼ同位置に神峡橋が架けられている。
- 1951年 - カナダ・ケベック州のデュプレシス橋（フランス語版）が崩落、深夜帯にも関わらず3台の自動車が崩落に巻き込まれ4人が死亡。使用されていた鋼材が規格を満たさぬ低品質で氷点下の低温で靱性が低下したことによるもの。
- 1955年（昭和30年） - 安倍鉱業ボタ山崩落事故。長崎県佐世保市の安倍鉱業で集中豪雨からボタ山が崩壊。麓の炭住45戸を押し潰した。
- 1959年 - フランスのプロヴァンス＝アルプ＝コート・ダジュール地域圏ヴァール県のレイラン川にあったマルパッセダムが大雨で湛水中に基礎地盤の地すべりが発生しダム本体が崩壊、下流の村を巻き込む水害となり死者421人。
- 1975年 - 中国の河南省で豪雨に伴い淮河流域の河川が増水、板橋ダム、石漫灘ダムなど大小合わせて62か所のダムが連鎖的に決壊。流域の住民や救援活動を行っていた軍兵士ら1,827人が死亡、全体でも推定2万6,000人が死亡したといわれている。
- 1981年 - ハイアットリージェンシー空中通路落下事故。アメリカ合衆国のミズーリ州カンザスシティのハイアットリージェンシーホテルにあった空中通路が設計のミスにより崩壊。ダンス大会に集まっていた人々を直撃し、114人が死亡した。
- 1986年 - ホテルニューワールド崩壊事故。シンガポールのホテルニューワールドで、設計ミスから建物が倒壊。33人が死亡。
- 1989年（平成元年）
  - 玉川岩盤崩落事故。福井県丹生郡越前町玉川の国道305号脇の岩盤が崩壊。現場を走行中のマイクロバスを押し潰し、バスに乗っていた15人が死亡した。
  - 北朝鮮の黄海北道（ファンヘブクト）の金川郡（クムチョングン）を流れる礼成江（レソンガン）で工事中の橋が崩壊し、橋上で工事中の軍人500人以上が死亡。金日成の誕生日までに完成せよとの指示を受け、無理な短縮工事をしたことが原因。
- 1994年 - 韓国のソウル特別市にある聖水大橋が手抜き工事のため崩壊し、橋を通行中の乗用車や市内バスが巻き込まれ、32人が死亡した。
- 1995年 - 韓国のソウル特別市瑞草区にある三豊百貨店が営業中、突然5階建ての建物の半分が崩壊し、死者502人を出した。
- 1996年（平成8年） - 豊浜トンネル岩盤崩落事故。北海道古平郡古平町の国道229号にある豊浜トンネル平側坑口の約44メートルで岩盤が崩落して、乗用車1台と路線バス1台が下敷きになった。20人が死亡。
- 1998年 - アメリカ合衆国のニューヨーク州で建設中のペデトリアン橋が生コンクリートの流し込み作業中に崩落、1人死亡、10人が重軽傷。橋の構造や作業に問題はなかったが、乾燥した状態よりはるかに重い生コンクリートの重量に耐えられなかった（同様の事故は以前にも発生している）。
- 2001年 - イスラエルのエルサレムタルピオット地区にあった4階建てのベルサイユ結婚式場で、結婚式の最中に3階の大部分が1階まで崩落して23人が死亡し380人が負傷。違法工事が原因だった。
- 2002年 - アメリカ合衆国のフロリダ州マイアミ中心街の跳ね橋、ウェストフラグラーストリートブリッジのコントロールタワーが崩壊し、オペレーターが重傷を負った。のちの調査で建設計画の青図から構造上の欠陥が発見されたが、毎年定期検査を行っているにもかかわらず38年間崩落するまでその部分は問題とはならなかった。
- 2007年 - ミネアポリス高速道路崩落事故。アメリカ合衆国のミネソタ州にあるセントポール - ミネアポリス間を結ぶ州間高速道路35W号線ミシシッピ川橋が崩落。ラッシュアワーと重なり60台以上の車が転落、13人が死亡。
- 2009年 - マレーシアのトレンガヌ州クアラトレンガヌにて完成間もない5万人規模のスルタン・ミザン・ザイナル・アビディン・スタジアムの屋根が崩落。競技などは開催されていなかったため死傷者は出なかった。

- 2012年（平成24年）

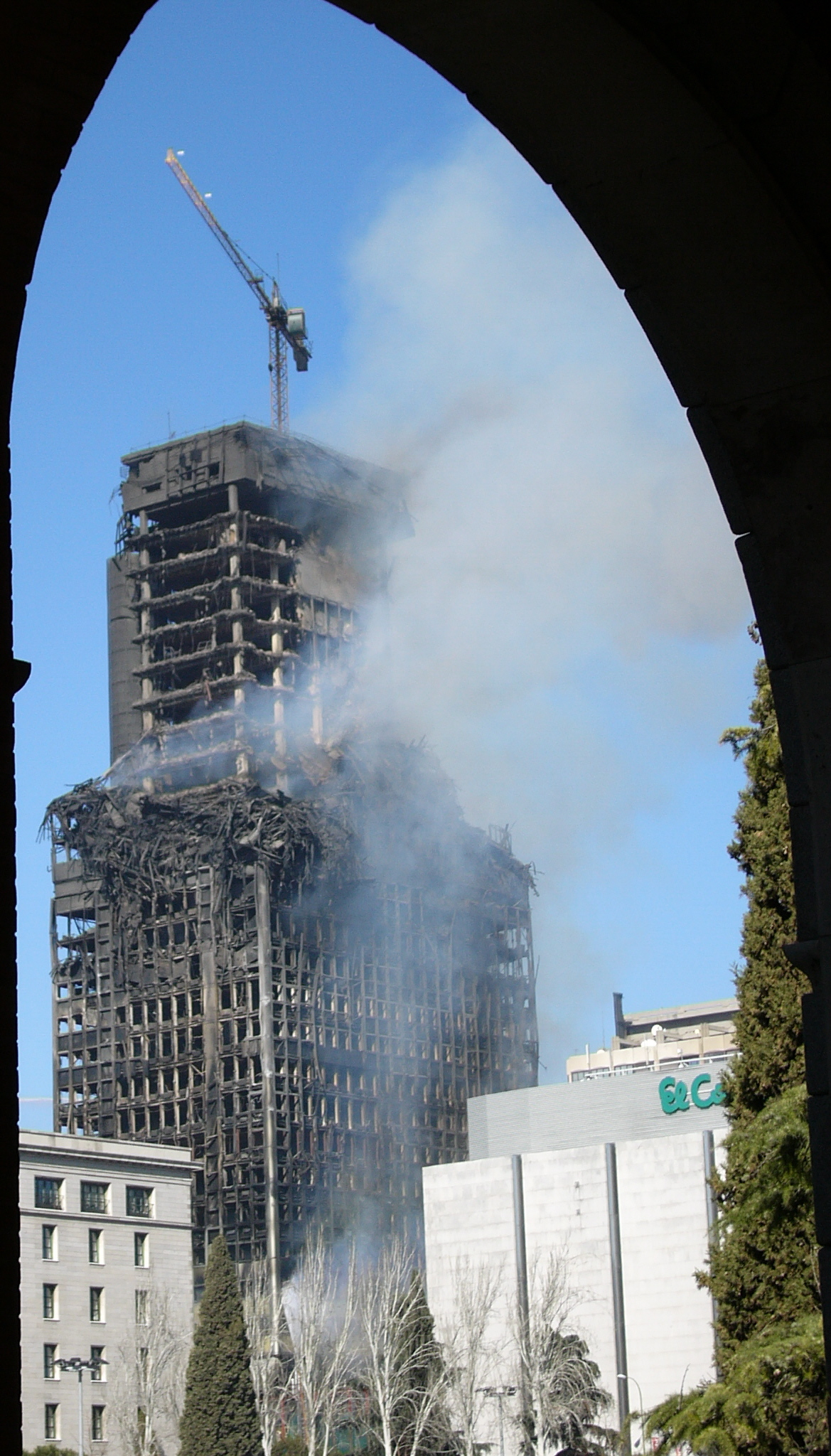
火災で上部が崩落したウィンザー・ビル

  - スペイン・マドリードにあるウィンザー・ビル（スペイン語版）で電気系統のショートから火災が発生、火勢が建物全体に及び鉄骨の強度が高温で低下したことで17階以上がコア部分を残して崩壊。深夜の発生だったため死者は出なかったが、ビルは解体撤去された。元々防火面での問題が指摘され耐火工事中の矢先の事故だった。
  - 笹子トンネル天井板落下事故。山梨県大月市の中央自動車道にある笹子トンネルで天井板のコンクリート板がおよそ110メートルにわたって落下。3台の車が巻き込まれ、9人が死亡。
- 2013年
  - ターネー・ビル倒壊事故。インドのインドマハーラーシュトラ州ターネーで建設中の7階建てビルが突然倒壊。74人が死亡した。
  - ラナ・プラザ崩落事故。バングラデシュのダッカ近郊の8階建ての商業ビルが崩壊。死者1,127人、負傷者2,500人以上。
  - リガスーパーマーケット屋根崩落事故。ラトビアのリガにあるスーパーマーケットの屋根が突然崩壊。二次被害の犠牲者も合わせて死者50人以上。
- 2014年 - 北朝鮮の平壌直轄市平川区域の23階建てのアパートが建設中に崩壊。すでに入居中の労働党や軍関係者、新興資本家勢力ら多数の死者を出した。

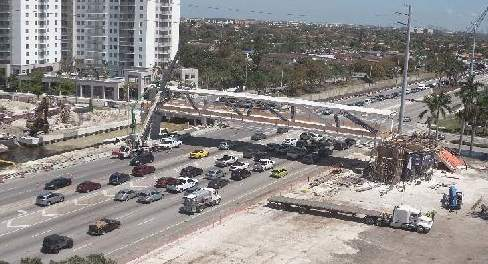
崩落直前の歩道橋

- 2018年 - フロリダ国際大学前歩道橋崩落事故（英語版）。フロリダ国際大学前の幹線道路で架設中の歩道橋の橋桁が据え付け直後からコンクリート製の筐体部分にひび割れ発生、5日後に崩落し走行中の車が巻き込まれて6人が死亡。冗長性の無い設計だったことに加え検査を請け負った業者が無免許だった。
- 2019年
  - 台湾の宜蘭県蘇澳鎮にある南方澳大橋が崩落、5名が死亡した、12名が負傷[49]
  - 10月12日、アメリカ合衆国のルイジアナ州ニューオーリンズで建設中であったホテルの一部が倒壊し、作業員3人が死亡、数十人が負傷した[50]。
- 2021年
  - 6月9日、韓国の光州で解体工事中の5階建てビルが倒壊し、近くに停車していた路線バスが下敷きになり、9人が死亡、8人が負傷[51]。
  - サーフサイド・コンドミニアム崩落事故。6月24日、アメリカのフロリダ州サーフサイドでマンション（コンドミニアム）が倒壊する事故が発生。死者98人[52][53]。
- 2022年
  - 光州マンション外壁崩落事故。1月11日、韓国の光州広域市西区光川洞で建設中だったアイパークマンション（39階建て）の工事現場で、23階から38階部分の外壁とスラブ（床）が崩落し、現場作業員が一時行方不明[54]。その後、6人全員の死亡を確認[55]。
  - 2022年インド橋崩落事故。10月30日、インドのグジャラート州モルビ（英語版）にある、マチュチュ川（英語版）に架かる吊橋ジュルトプル (Julto Pul) が崩壊。橋の上には数百人が乗っていたとされるが、136人以上の死亡が確認、180人以上が救助された[56][57]。
- 2023年 - 7月23日午後、中国の黒竜江省チチハル市の中学校で体育館の屋根が崩落する事故が発生。バレーボール練習中の生徒ら19人が下敷きになり、うち11人が死亡[58]。

## その他

### 一気飲み事故
飲料品を、一気に飲んだりすることにより、中毒や呼吸困難になり窒息する事故。
- 1988年（昭和63年） - 高崎経済大学の新入生歓迎会で、同大学の新入生が清酒約5合を一気飲みして急性アルコール中毒になって死亡。
- 1991年（平成3年） - 中央大学の学園祭で一気飲みコンテストに参加した、他大学の学生が心不全となり死亡。
- 2007年 - アメリカ合衆国のカリフォルニア州サクラメントでラジオ局が主催した大量の水を飲むことを競うイベントにて、7.6リットルの水をトイレに行かずに飲み干した28歳の女性が水中毒により死亡。
- 2008年（平成20年） - 一橋大学小平国際キャンパス内の自治学生寮で行われた新入生歓迎コンパに参加していた同大1年の男子学生が急性アルコール中毒で死亡。

### 一気喰い
食料品を一気に食べることなどにより、中毒や呼吸困難になり窒息する事故。
- 2002年（平成14年）1月15日 - 愛知県尾西市（現・一宮市）の中3男児が、友人らとの早食い競争で給食パンをのどに詰まらせ窒息死。この事故は同年4月27日に報道されたが、これをきっかけに、当時放映されていた早食い・大食いを題材とした番組が制作をとりやめた。
- 2008年（平成20年） - 千葉県船橋市で小6男児が給食パンをのどに詰まらせ窒息死[59]。

### 誤食・誤飲事故
乳幼児や高齢者に多く、食料品や飲料品以外のものを食べたり飲んだりして窒息や中毒を起こす事故。誤食・誤飲には、煙草、ボタン型電池、お金、薬などがある。

### 酸欠事故
おもに、地下ピットや地下道などで酸素が欠乏して起こる事故。
工事にて作業を行う場合には、労働安全衛生法に基づく資格（酸素欠乏危険作業者または酸素欠乏危険作業主任者）が必要。

### 有害物質・微生物の漏出事故
化学工場や保管所などから有害物質や有害微生物が漏れ出し、周囲に被害を与える事故。
- 1976年7月10日 - セベソ事故。イタリアのロンバルディア州モンツァ・エ・ブリアンツァ県セーヴェゾの農薬工場で爆発が発生。ダイオキシンが飛散し周辺住民や家畜が被曝。
- 1978年8月 - イギリスのイングランドウェスト・ミッドランズバーミンガムにあるバーミンガム大学で天然痘ウイルスが漏洩。大学職員のジャネット・パーカーが天然痘に罹患し死亡（天然痘による世界最後の死者）。
- 1979年 - ロシアのスヴェルドロフスク州スヴェルドロフスク（現・エカテリンブルク）の生物兵器研究所において、炭疽菌の流出事故が発生。詳細は「炭疽菌#関連する事件」の「スヴェルドロフスクの研究所事故」を参照。
- 1984年12月3日 - ボパール化学工場事故。インドのマディヤ・プラデーシュ州ボーパールの化学工場からイソシアン酸メチルが流出し、数か月以内に3,500人以上、最終的には1万5,000人から2万5,000人が死亡したともされる。
- 1987年9月 - ゴイアニア被曝事故。ブラジルのゴイアス州ゴイアニアで廃病院に放置されていた放射線治療用機器から放射線源が盗み出され、放射線源と気づかれないまま解体業者に引き渡され放射性物質が漏出。同年12月までに249人が汚染され、20人が入院治療を要し、4人が死亡した[60]。
- 2012年9月27日 - 亀尾フッ化水素酸漏出事故。韓国の慶尚北道亀尾市の化学工場からフッ化水素酸が漏出。5人が死亡、消防隊員・周辺住民合わせて4,000人あまりが診察または治療を受けた。また、農地や家畜への被害のほか、500台以上の自動車の腐食が報告された。